# Batalla de Wad Madani
La batalla de Wad Madani fue un conflicto armado en el contexto de la tercera guerra civil sudanesa sobre el control de Wad Madani, la capital del estado de Gezira en el centro-este de Sudán, entre las Fuerzas Armadas de Sudán (SAF) y las Fuerzas de Apoyo Rápido (RSF). La batalla terminó en una victoria de RSF el 19 de diciembre.

## Fondo
Los estados de Gezira y Nilo Blanco fueron considerados históricamente fortalezas de SAF. Solo en el estado de Gezira, más de 40,000 personas fueron movilizadas en la SAF. El líder rebelde Abdelfatah al Burhan realizó regularmente visitas a las ciudades del sur que sirvieron como centros de capacitación para nuevos reclutas de SAF, incluido Wad Madani. En cuanto a la economía, Gezira es el estado más fértil de Sudán, que produce gran parte de los productos agrícolas del país, incluida la mitad de su trigo total, lo que convierte al estado en una gran fuente de alimentos para el país. Como tal, el estado se conoce como "Banket" de Sudán.
Durante la mayor parte de la guerra, la batalla por Jartum estuvo en punto muerto. Sin embargo, el 11 de noviembre, el puente Shambat sobre el Nilo fue destruido, negando a la RSF una ruta de suministro crítica hacia el lado occidental del río. En la necesidad de un nuevo cruce, el RSF agredió a la aldea de Jabal Awliya en la frontera con los estados del sur para capturar la presa de Jebel Aulia. Una semana de lucha después, el RSF capturó ambos. La convulsión de Jabal Awliya le dio acceso al RSF al sur. Posteriormente, el RSF había sido avistado en los estados de Gezira, Nilo Blanco y luego Gadarif por primera vez. El 14 de diciembre, el RSF llevó a cabo una redada en el norte de Gezira, capturando la ciudad de Abu Guta sin resistencia, ganando así un punto de apoyo en el estado.

## Batalla
La batalla comenzó el 15 de diciembre con una maniobra de flanqueo de las RSF que pasó por alto la ciudad norteña de Rufaa y amenazó con aislar a las SAF, obligando a estas últimas a retirarse al propio Wad Madani. Luego, las RSF entraron rápidamente en los suburbios de la ciudad de Abu Haraz y Hantoob, en el lado oriental del Nilo Azul.
La mayor parte de los combates tuvieron lugar en Hantoob mientras las RSF se concentraban en capturar el estratégico puente Hantoob sobre el Nilo Azul. Las FAS afirmaron que el primer asalto de las RSF a la ciudad fue repelido con artillería pesada y ataques aéreos, lo que llevó a los civiles a celebrar en las calles. Sin embargo, más tarde se supo que estos ataques no lograron detener el avance de las RSF. El temor a las "células durmientes" de RSF se extendió por toda la ciudad y la gente empezó a ser arrestada principalmente por motivos étnicos. Después de tres días de combates, las RSF capturaron una base militar que custodiaba el lado este del puente.
Tomando el puente, las RSF invadieron la ciudad propiamente dicha y rápidamente avanzaron hacia su mercado principal. Las defensas de las SAF colapsaron rápidamente cuando el control de las RSF pronto se extendió a los principales edificios gubernamentales de la ciudad, incluido el cuartel general de la 1.ª División de Infantería y la comisaría central de policía. Las Fuerzas Armadas del Sudán abandonaron sus posiciones y huyeron a los estados vecinos, dejando que el resto de la ciudad fuera tomada prácticamente sin luchar. Sin embargo, focos aislados de las SAF continuaron resistiendo alrededor del cuartel general de la 1.ª División de Infantería hasta que fueron sofocados mientras persistían los ataques aéreos de las SAF.

## Secuelas
La pérdida de Wad Madani fue descrita por Al Jazeera como un "giro importante" en la guerra. Esto sorprendió a Sudán y un sentimiento de ira se extendió por los círculos sudaneses. Algunos residentes dijeron que estaban perdiendo la fe en que las SAF los protegerían y detendrían a las RSF. El colapso de las SAF permitió a las RSF conquistar posteriormente la mayor parte del estado, avanzar hacia el Nilo Blanco y llegar al estado de Sennar, más al sur.
Posteriormente, los militares enfrentaron críticas por su conducta en la ciudad. Un experto advirtió que la pérdida de la ciudad perjudicaría la opinión pública sobre Burhan y su gobierno. Crecieron los llamamientos para que Burhan dimitiera y para que los militares cambiaran su estrategia. También aumentaron los llamados a un golpe de Estado para destituir al actual liderazgo militar. Analysts, however, warned such a move would likely fragment the SAF. Los analistas, sin embargo, advirtieron que tal medida probablemente fragmentaría las FAS. Las Fuerzas Armadas del Sudán dijeron que llevarían a cabo una investigación sobre por qué los militares se retiraron de la ciudad. Burhan culpó a la "negligencia" por la caída de la ciudad y prometió que los responsables rendirían cuentas.

## Análisis
La captura de Wad Madani da a las RSF libre circulación por todo el estado de Gezira y acceso a otras ciudades importantes de la fértil región de Butana, incluidas Gadarif, Kosti y Sennar, lo que dificulta que las SAF concentren sus fuerzas.
Hussein Rabah, un experto militar sudanés, describió Wad Madani como los "pulmones de Sudán", una encrucijada importante para el país. Dijo que su captura aisló efectivamente las regiones de Darfur y Kordofán, y los estados de Jartum y Nilo Blanco del ejército. Cameron Hudson, exfuncionario estadounidense y experto en el Cuerno de África, creía que Burhan probablemente recurriría a Eritrea o Irán con la esperanza de cambiar la situación a favor de las FAS.

## Desplazamiento
En todo Sudán, millones de personas están desplazadas internamente por la guerra. Antes de que comenzara la batalla, Wad Madani era la zona más común para los civiles desplazados y, en general, se la consideraba un refugio seguro. Los Estados Unidos instó a las RSF a detener su avance en el estado de Gezira y el ataque a Wad Madani, diciendo que pondría en riesgo a los civiles y obstaculizaría los esfuerzos de socorro. El 18 de diciembre, la Organización Internacional para las Migraciones estimaba que entre 250.000 y 300.000 personas habían huido del estado desde el inicio de las hostilidades. La mayoría de los grupos de ayuda habían suspendido sus trabajos en la ciudad después de que comenzaron los combates.